# Plešivica (Brezovica)
Plešivica, Brezovica je jednou ze 16 vesnic občiny Brezovica ve Středoslovinském regionu v centru Slovinska, nedaleko od hlavního města země.

## Poloha, popis
Nalézá se necelé 4 km jižně od vesnice Brezovica pri Ljubljani, která je správním centrem občiny. Plešivica je postavena na kopci, nadmořská výška je zhruba 350 až 375 m. Rozloha vesnice je 0,76 km2
V roce 2002 zde žilo 147 obyvatel.
Plešivica byla poprvé doložena v písemných pramenech v roce 1414 jako Plesowicz a Plysowicz. Jméno je odvozeno od slovinského adjektiva plešiv, tj. "holé, bez stromů" a původně odkazoval na holé kopce bez lesa.